# Roman-Kosz
Roman-Kosz (ukr. Роман-Кош, ros. Роман-Кош, krymskotat. Roman Qoş) – najwyższy szczyt (1545 m n.p.m.) półwyspu Krymskiego i Gór Krymskich.
Leży w obrębie masywu Babugańskiego. Zbudowany z wapieni jurajskich. Leży na terenie rezerwatu i jest niedostępny do zwiedzania turystycznego.

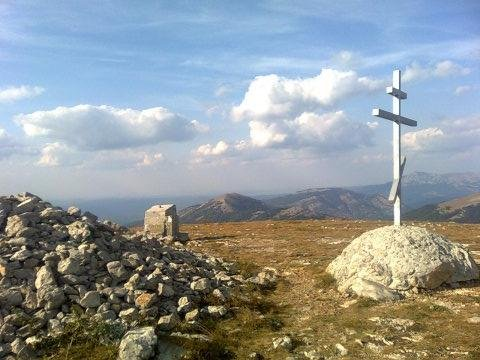
Szczyt